# Huevo de celebración
El Huevo de celebración es una serie de 80  huevos enjoyados modernos, a la manera de los de Fabergé, realizado por Theo Faberge.

## Historia
Fue realizado por Theo Faberge en 2003 en celebración de su 80 cumpleaños. 

## Descripción
El huevo en sí es de color azul oscuro por el esmalte guilloché azul cobalto del que ésta hecho. Se remata con una corona imperial rusa en vermeil engastado con un zafiro cabujón. Cintas de guirnaldas dan paso a una sucesión del escudo imperial ruso y el escudo real inglés. Estos detalles son de oro.

### Sorpresa
Su sorpresa interna es el Gold State Coach usado para la celebración del Jubileo de Oro de Isabel II.